# Mountainbike-Weltmeisterschaften 1997
Im Jahre 1997 wurden die 8. Mountainbike-Weltmeisterschaften offiziell unter der Flagge des Weltradsportverbandes UCI in Château-d’Oex in der Schweiz ausgetragen.

## Cross Country

### Männer
| Platz | Land | Athlet           |
| ----- | ---- | ---------------- |
| 1     | ITA  | Hubert Pallhuber |
| 2     | DEN  | Henrik Djernis   |
| 3     | ITA  | Luca Bramati     |

### Frauen
| Platz | Land | Athletin          |
| ----- | ---- | ----------------- |
| 1     | ITA  | Paola Pezzo       |
| 2     | ITA  | Nadia de Negri    |
| 3     | ESP  | Margarita Fullana |

## Downhill

### Männer
| Platz | Land | Athlet           |
| ----- | ---- | ---------------- |
| 1     | FRA  | Nicolas Vouilloz |
| 2     | USA  | John Tomac       |
| 3     | FRA  | Cedric Garcia    |

### Frauen
| Platz | Land | Athletin               |
| ----- | ---- | ---------------------- |
| 1     | FRA  | Anne-Caroline Chausson |
| 2     | SUI  | Marielle Saner         |
| 3     | FIN  | Katja Repo             |